# San Julián (Jalisco)
Pour les articles homonymes, voir San Julián.
San Julián est une ville et une municipalité de l'État de Jalisco au Mexique. La municipalité a 15 890 habitants en 2015.

## Situation et climat
San Julián est située dans la région Altos Sur de l'État de Jalisco à environ 150 km au nord-est de Guadalajara.
Elle fait de plus partie de la région Bajío (« plaines ») qui rassemble des parties des États de Guanajuato, Querétaro, Aguascalientes et Jalisco dans le centre du Mexique. León, la plus grande ville du Guanajuato, n'est qu'à une soixantaine de kilomètres de San Julián.
La municipalité de San Julián est bordée par celles de San Juan de los Lagos au nord, Unión de San Antonio (es) au nord et à l'est, San Diego de Alejandría (es) à l'est, Arandas au sud et San Miguel el Alto (es) au sud et à l'ouest.
Elle fait partie du bassin versant du río Lagos-San Juan-San Miguel dans le bassin hydrographique Lerma-Chapala-Santiago. 
L'altitude y est comprise entre 1 800 et 2 100 m. La température moyenne annuelle est de 18,4 °C. Les vents dominants viennent du sud. Les précipitations annuelles moyennes font 626,7 mm. Il pleut principalement de juin à août. Il y a 23 jours de gel par an en moyenne.

## Histoire
La localité est fondée en 1846 sous le nom d'hacienda de San Julián.
Elle acquiert le statut de municipalité en 1912.
En 1927, San Julián est la première population de la région à se soulever contre le gouvernement pendant la guerre des Cristeros. Le prêtre martyr Julio Álvarez Mendoza y est fusillé le 30 mars 1927, il sera canonisé le 21 mai 2000 à Rome.

## Démographie
En 2010, la  municipalité compte 15 454 habitants pour une superficie de 268,44 km2, dont 84% de population urbaine. Elle comprend 37 localités habitées dont les plus importantes sont le chef-lieu San Julián (12 949 habitants) suivi par Colonia 23 de Mayo (1 579 habitants) et Puerta de Amolero (118 habitants).
Au recensement de 2015, la population de la municipalité passe à 15 890 habitants.

## Points d'intérêt

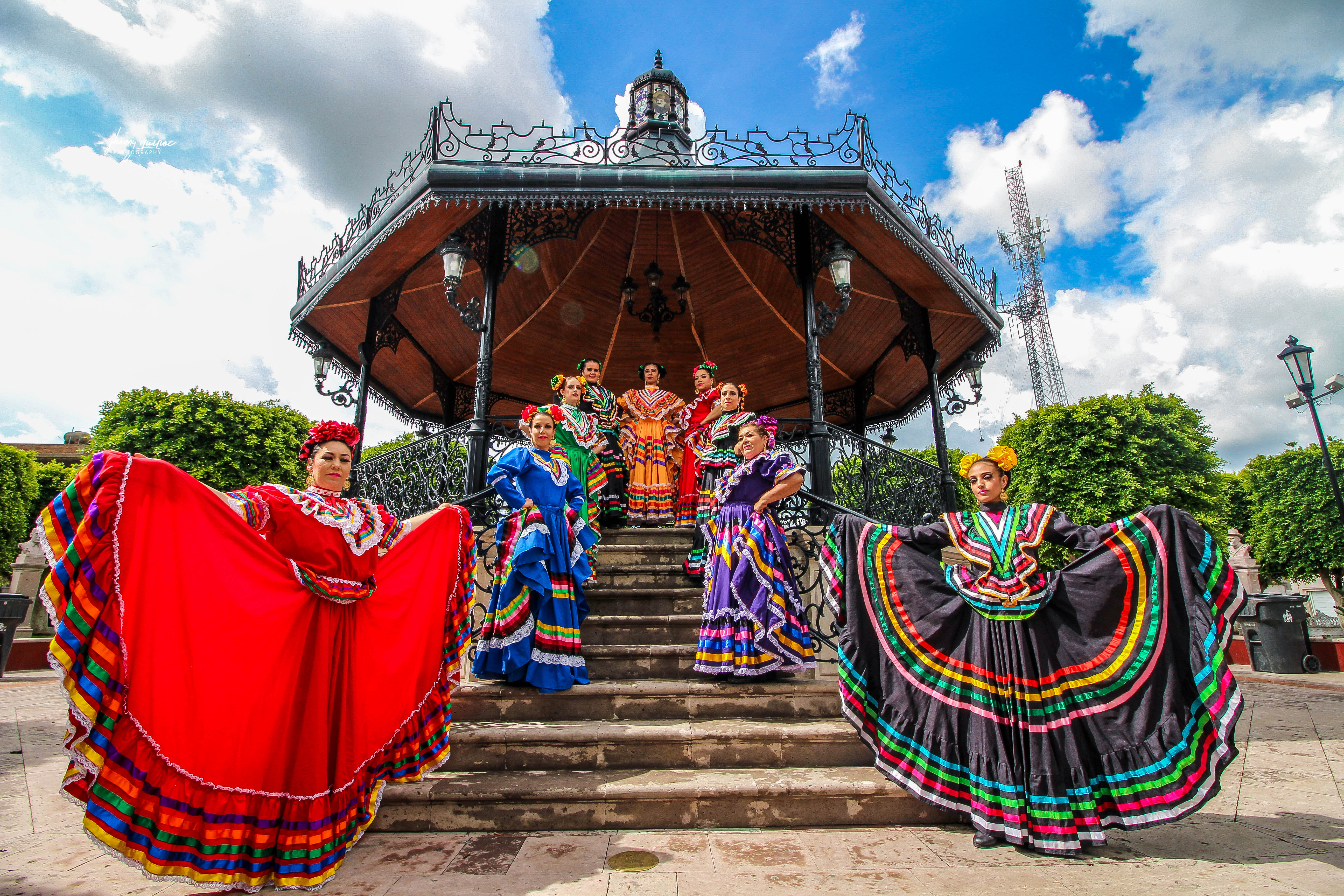
Groupe folklorique « Cristeros » de San Julián

- Architecture : l'église paroissiale construite en 1846 et agrandie en 1898.
- Sources chaudes

## Jumelage
- Huntington Park, municipalité du comté de Los Angeles en Californie aux États-Unis.